# Effetto Scharnhorst
L'effetto Scharnhorst è un fenomeno ipotetico nel quale i segnali di luce viaggiano leggermente più veloci della luce tra due lastre conduttrici a poca distanza fra loro. Fu predetto all'inizio in un articolo del 1993 da parte di Klaus Scharnhorst dell'Università Humboldt di Berlino, Germania, e da parte di Gabriel Barton dell'Università del Sussex a Brighton, Regno Unito. Scharnhorst e Barton hanno dimostrato grazie alla quantoelettrodinamica che l'indice di rifrazione effettivo, a basse frequenze, nello spazio tra le due lastre era inferiore a 1 (che di per sé non implica una comunicazione superluminale). Non riuscirono a dimostrare che la velocità dell'onda superava quella della luce (che implicherebbe una comunicazione superluminale) ma dissero che era plausibile.

## Spiegazione
Facendo riferimento al mare di Dirac, uno spazio vuoto che sembra un vuoto vero in realtà contiene particelle subatomiche virtuali. Queste sono chiamate quantofluttuazioni. Un fotone che viaggia attraverso il vuoto interagisce con tali particelle virtuali ed è assorbito da esse formando una coppia elettrone-positrone virtuale. La coppia è instabile e si annichilisce subito formando un fotone identico a quello assorbito. Il tempo impiegato dall'energia del fotone in forma di coppia elettrone-positrone subluminale diminuisce la velocità della luce osservata nel vuoto.
Con questa asserzione si può dire che la velocità di un fotone aumenterà se viaggia attraverso due lastre di Casimir. Poiché tra le due lastre c'è uno spazio limitato, alcune particelle virtuali avranno lunghezze d'onda troppo grandi per stare in mezzo alle lastre. Questo comporta che la densità effettiva delle particelle virtuali tra le lastre sarà minore di quella fuori da esse, perciò un fotone che viaggia tra le lastre impiegherà meno tempo a interagire con le particelle virtuali perché ce ne sono di meno che lo rallentano. L'effetto finale sarebbe quello di incrementare la velocità apparente di tale fotone. Più le lastre sono vicine, minore è la densità delle particelle virtuali quindi maggiore è la velocità della luce.
Si è previsto, comunque, che l'effetto risulta minuscolo. Un fotone che viaggia tra due lastre che sono a un micrometro di distanza tra loro riceverebbe un incremento di velocità pari a circa una parte su 1036. Questo cambiamento nella velocità della luce è troppo piccolo per essere rilevato con la tecnologia attuale e ciò impedisce per ora di dimostrare o confutare l'effetto Scharnhorst.

## Causalità
La possibilità di fotoni superluminali ha provocato dibattiti perché essa potrebbe permettere di violare la causalità trasmettendo informazioni superluminalmente. Comunque, molti autori (tra cui lo stesso Scharnhorst) controbattono dicendo che tale effetto non si può utilizzare per generare paradossi causali.